# Opłaty za korzystanie ze środowiska
Opłaty za korzystanie ze środowiska – zobowiązanie podatkowe ustalone na podstawie ustawy:
- z 27 kwietnia 2001 r. Prawo ochrony środowiska (Dz.U. z 2021 r. poz. 1973)
- z 14 grudnia 2012 r. o odpadach (Dz.U. z 2023 r. poz. 1587)
- z 20 lipca 2017 r. – Prawo wodne (Dz.U. z 2022 r. poz. 2625).

Opłaty dotyczą przedsiębiorców prowadzących działalność gospodarczą, oraz osób prowadzących działalność rolniczą, jak uprawy rolne, chów lub hodowlę zwierząt, ogrodnictwo, warzywnictwo, leśnictwo i rybactwo śródlądowe, a także osób wykonujących zawód medyczny w ramach indywidualnej praktyki.
Opłaty za korzystanie ze środowiska w Polsce dzielą się na opłaty za korzystanie z zasobów środowiska i opłaty za wprowadzanie zmian w środowisku. Wśród opłat pierwszej grupy wyróżniamy opłaty za pobór wód, wśród drugiej grupy wyróżniamy opłaty za: wprowadzanie gazów lub pyłów do powietrza, wprowadzanie ścieków do wód lub do ziemi oraz za składowanie odpadów.
Opłaty za pobór wód do celów prowadzonej działalności stanowią rodzaj opłaty za korzystanie z zasobów środowiska. Wody krajowe podzielono na wody powierzchniowe i wody podziemne. Każdy z dwóch rodzajów wód ma inny sposób naliczania opłat. Wysokość należnej opłaty jest uzależniona od czynników takich jak : ilości wody pobranej, sposobu wykorzystania tej wody oraz sposobu uzdatniania wody dla wód podziemnych. Dla wód powierzchniowych oprócz wcześniej wspomnianych, dodatkowym czynnikiem jest współczynnik różnicujący uzależniony od obszarów działania Regionalnych Zarządów Gospodarki Wodnej. Współczynnik ten wiąże się z dostępnością zasobów wodnych na danym obszarze. Stawki opłat za pobór wód podziemnych są wyraźnie wyższe niż za pobór wód powierzchniowych. Niższe stawki zarówno za pobór wód podziemnych jak i powierzchniowych obowiązują przy wykorzystaniu tych wód na potrzeby zaopatrzenia ludności na cele socjalno-bytowe czy w mniejszym stopniu na potrzeby produkcji na przykład leków czy żywności. Przy naliczaniu opłaty za pobór wód, nie bez znaczenia jest także jakość tych wód. Wody lepsze jakościowe są droższe. Za wskaźnik jakości wody przyjmowane jest sposób jej uzdatniania.
Grupa opłat ekologicznych za wprowadzanie ścieków i wód do ziemi składa się z:
- ścieków bytowych, komunalnych, przemysłowych, rolnych i innych,
- wód chłodniczych,
- wód opadowych i roztopowych pochodzących z powierzchni zanieczyszczonej o trwałej nawierzchni, ujętych w systemy kanalizacji z wyjątkiem kanalizacji ogólnospławnej,
- wód zasolonych,
- wód wykorzystywanych, odprowadzanych z obiektów chowu lub hodowli ryb i innych organizmów wodnych.

Ustalenie wysokości opłat za wprowadzanie ścieków do wód i ziemi jest dość skomplikowane i uzależnione od wielu czynników. Do głównych czynników na podstawie których jest ustalana należna opłata należą:
- ilość i rodzaj substancji zawartych w odprowadzanych ściekach,
- rodzaju i sposobu zagospodarowania terenu z którego ścieki pochodzą,
- charakteru ścieków czy także temperatury w przypadku wód chłodniczych.

Jeżeli osoba taka, lub firma korzystająca ze środowiska:
1. nie przedłożyła wykazu zawierającego informacje i dane o zakresie korzystania ze środowiska oraz o wysokości należnych opłat – marszałek województwa wymierza opłatę, w drodze decyzji, na podstawie własnych ustaleń lub wyników kontroli wojewódzkiego inspektora ochrony środowiska,
2. zamieścił w wykazie zawierającym informacje i dane o zakresie korzystania ze środowiska oraz o wysokości należnych opłat informacje lub dane nasuwające zastrzeżenia – marszałek województwa wymierza, w drodze decyzji, na podstawie własnych ustaleń lub wyników kontroli wojewódzkiego inspektora ochrony środowiska, opłatę w wysokości stanowiącej różnicę pomiędzy opłatą należną a wynikającą z wykazu.

## Zwolnienia
Nie wnosi się opłat za korzystanie ze środowiska w przypadku, gdy naliczona roczna wielkość opłaty jest mniejsza niż 800 złotych [Ustawa z dnia 16 listopada 2012 r. o redukcji niektórych obciążeń administracyjnych w gospodarce]. W takim przypadku konieczne jedynie jest przedstawienie wypełnionego sprawozdania za korzystanie ze środowiska.
Zwolniony z opłat jest pobór wody:
- dokonywany na potrzeby przerzutów wody,
- na potrzeby energetyki wodnej,
- powierzchniowej na potrzeby związane z wytwarzaniem energii cieplnej lub elektrycznej,
- na potrzeby funkcjonowania pomp cieplnych oraz geotermii, wykorzystujących energię wody podziemnej,
- na potrzeby wykonywania odwiertów lub otworów strzałowych do badań sejsmicznych przy użyciu płuczki wodnej,
- na potrzeby chowu lub hodowli ryb oraz innych organizmów wodnych,
- na potrzeby nawadniania wodami powierzchniowymi użytków rolnych i gruntów leśnych,
- pochodzącej z odwodnienia gruntów, obiektów lub wykopów budowlanych i zakładów górniczych.

Zwolnione z opłat jest wprowadzanie:
- do ziemi – ścieków w celu rolniczego wykorzystania,
- do wód lub do ziemi – wód chłodniczych i wód pochodzących z obiegów chłodzących,
- do wód lub do ziemi – wód zasolonych, jeżeli wartość sumy jonów chlorków i siarczanów w tych wodach nie przekracza 500 mg/l,
- do wód lub do ziemi – wód wykorzystanych na potrzeby chowu i hodowli ryb.

Zwolnienie z ponoszenia opłat nie zwalnia jednak z obowiązku przesyłania sprawozdań.